# Tanjung (Koto Tujuh)
Tanjung is een bestuurslaag in het regentschap Sijunjung van de provincie West-Sumatra, Indonesië. Tanjung telt 5425 inwoners (volkstelling 2010).